# Agauopsis borealis
Agauopsis borealis är en kvalsterart. Agauopsis borealis ingår i släktet Agauopsis och familjen Halacaridae. Inga underarter finns listade i Catalogue of Life.